# 佐藤元彦
佐藤 元彦（さとう もとひこ、1943年1月1日 - ）は、熊本県熊本市出身の元プロ野球選手（投手）。

## 経歴
熊本高校では、1960年の夏の甲子園県予選準々決勝に進出するが、熊本商に敗退。高校時代はオーバースローだったが、慶應義塾大学への進学と同時にサイドスローに転向。しかし入学当時の慶大は、最上級生に早慶六連戦で名を馳せた角谷隆、清沢忠彦ら、3年生に1962年秋季リーグベストナインの藤悟郎がいる投手王国であった。同期でも渡辺泰輔が台頭し、佐藤にはなかなか東京六大学野球リーグでの登板機会がなかった。しかし大学最後のシーズンである1964年秋季リーグでは、渡辺の調子が上がらない中で、慶大を3季ぶりの優勝に導く活躍を見せる。リーグ通算11試合登板、4勝1敗、ベストナイン1回。大学同期には渡辺の他に井石礼司、大戸洋儀（鐘紡淀川－慶大監督）がいる。大学卒業後はサッポロビールに進み、1965年の都市対抗にエースとして出場。1回戦で大分鉄道管理局の田端謙二郎（電電九州から補強）と投げ合うが0-1で惜敗。
同年のドラフト7位で東京オリオンズに入団。1967年から先発陣に加わり8勝。翌1968年には自己最高の12勝をあげ、オールスターゲームにも出場する。1969年は低迷し、先発の椅子を村田兆治に明け渡すが、1970年には調子を取り戻し、読売ジャイアンツとの日本シリーズでも3試合に登板。第4戦では成田文男をリリーフし、4回を2安打と好投、自身の日本シリーズ初勝利を飾った。1972年に新井昌則内野手との交換トレードで大洋ホエールズに移籍。しかし不本意な成績に終わり、同年オフに現役引退。
武器はスライダー、カーブ、チェンジアップ、威力のあるシュートだった。
1967年6月30日の対東映フライヤーズ戦（東京スタジアム）では1回無死から3番手投手として登板し、9回まで無失点で切り抜けて勝利した。先発鈴木隆・2番手木樽正明が無失点ならば「交代完了投手の完封勝利」だったが、木樽が降板するまでに1点を失っていたのでならなかった（この記録は1972年5月9日に阪神タイガース・上田二朗が、対大洋ホエールズ戦で達成している）。自身の初完封は翌1968年9月30日の対東映フライヤーズ戦（東京スタジアム）で田中調に投げ勝ち達成している。
1971年5月3日の対東映フライヤーズ戦（東京スタジアム）の10回表には、作道烝・大下剛史・大橋穣に連続本塁打を浴びて降板。リリーフに立った佐藤政夫も続く張本勲・大杉勝男に本塁打を浴び、5者連続本塁打の日本記録を献上することとなった。
ミスタープロ野球・長嶋茂雄（巨人）とは、ロッテオリオンズ時代の巨人との日本シリーズでは佐藤の登板時に長嶋に打席が回らなかったため対戦できなかったが、ホエールズに移籍後の1972年に川崎球場での対巨人戦で実現した。しかしベンチの指示は「敬遠」であったため、佐藤はそれに従って長嶋を歩かせた。その後長嶋と対戦することはなく、佐藤の対長嶋対戦成績は1打席0打数0安打1故意四球という結果に終わってしまった。このエピソードは、約四半世紀後の朝日放送のスポーツドキュメンタリー番組『キラリ（ナビゲーター：中村雅俊）』で“たった一度の長嶋茂雄”として取り上げられ、佐藤本人も証言者として出演した。引退後は熊本で測量会社を経営。

## 詳細情報

### 年度別投手成績
| 年 度     | 球 団       | 登 板 | 先 発 | 完 投 | 完 封 | 無 四 球 | 勝 利 | 敗 戦 | セ 丨 ブ | ホ 丨 ル ド | 勝 率 | 打 者 | 投 球 回 | 被 安 打 | 被 本 塁 打 | 与 四 球 | 敬 遠 | 与 死 球 | 奪 三 振 | 暴 投 | ボ 丨 ク | 失 点 | 自 責 点 | 防 御 率 | W H I P |
| --------- | ----------- | ----- | ----- | ----- | ----- | -------- | ----- | ----- | -------- | ----------- | ----- | ----- | -------- | -------- | ----------- | -------- | ----- | -------- | -------- | ----- | -------- | ----- | -------- | -------- | ------- |
| 1966      | 東京 ロッテ | 10    | 2     | 1     | 0     | 0        | 2     | 1     | --       | --          | .667  | 123   | 30.0     | 29       | 3           | 8        | 1     | 0        | 11       | 0     | 0        | 12    | 12       | 3.60     | 1.23    |
| 1967      | 東京 ロッテ | 45    | 16    | 2     | 0     | 0        | 8     | 8     | --       | --          | .500  | 682   | 167.2    | 137      | 13          | 48       | 5     | 11       | 85       | 0     | 1        | 59    | 52       | 2.79     | 1.10    |
| 1968      | 東京 ロッテ | 48    | 26    | 9     | 1     | 1        | 12    | 13    | --       | --          | .480  | 880   | 207.0    | 207      | 22          | 73       | 10    | 7        | 88       | 0     | 0        | 95    | 85       | 3.70     | 1.35    |
| 1969      | 東京 ロッテ | 9     | 4     | 0     | 0     | 0        | 0     | 2     | --       | --          | .000  | 86    | 17.1     | 26       | 3           | 9        | 1     | 2        | 11       | 0     | 1        | 18    | 16       | 8.47     | 2.02    |
| 1970      | 東京 ロッテ | 31    | 12    | 1     | 1     | 0        | 5     | 5     | --       | --          | .500  | 389   | 93.0     | 94       | 10          | 24       | 2     | 3        | 44       | 1     | 0        | 44    | 35       | 3.39     | 1.27    |
| 1971      | 東京 ロッテ | 24    | 7     | 1     | 0     | 0        | 3     | 4     | --       | --          | .429  | 267   | 61.1     | 67       | 14          | 16       | 2     | 3        | 33       | 0     | 0        | 43    | 40       | 5.90     | 1.35    |
| 1972      | 大洋        | 12    | 1     | 0     | 0     | 0        | 0     | 2     | --       | --          | .000  | 71    | 16.0     | 23       | 4           | 4        | 2     | 0        | 7        | 0     | 2        | 15    | 14       | 7.88     | 1.69    |
| 通算：7年 | 通算：7年   | 179   | 68    | 14    | 2     | 1        | 30    | 35    | --       | --          | .462  | 2498  | 592.1    | 583      | 69          | 182      | 23    | 26       | 279      | 1     | 4        | 286   | 254      | 3.86     | 1.29    |

- 各年度の太字はリーグ最高
- 東京（東京オリオンズ）は、1969年にロッテ（ロッテオリオンズ）に球団名を変更

### 記録
初記録
- 初登板：1966年4月9日、対南海ホークス1回戦（大阪スタヂアム）、7回裏に5番手で救援登板・完了、2回1失点
- 初奪三振：1966年4月12日、対西鉄ライオンズ1回戦（小倉球場）、8回裏に高倉照幸から
- 初先発：1966年4月17日、対南海ホークス5回戦（東京スタジアム）、2回3失点で敗戦投手
- 初勝利：1966年4月19日、対近鉄バファローズ1回戦（日生球場）、3回裏に2番手で救援登板・完了、7回無失点
- 初先発勝利・初完投勝利：1966年10月9日、対近鉄バファローズ25回戦（日生球場）、9回1失点
- 初完封勝利：1967年5月28日、対西鉄ライオンズ7回戦（小倉球場）

その他の記録
- オールスターゲーム出場：1回 （1968年）

### 背番号
- 17 （1966年 - 1971年）
- 16 （1972年）